# Çingiz Babayev
Çingiz Adil oğlu Babayev (eingedeutscht Tschingis Babajew; * 2. Oktober 1964 in Baku, Aserbaidschanische SSR, UdSSR; † 28. Oktober 1995 in ebenda, Republik Aserbaidschan) war ein Offizier der aserbaidschanischen Streitkräfte im ersten Bergkarabachkrieg und Nationalheld Aserbaidschans. Er kam im tragischen Metrounfall von Baku ums Leben.

## Leben
Nach dem Abschluss der städtischen Mittelschule Nr. 20 nahm Babayev ein Studium am Aserbaidschanischen Polytechnischen Institut (heute Aserbaidschanische Staatliche Öl- und Industrie-Universität) auf. Nach dem Abschluss absolvierte er einen zweijährigen Englischkurs an der Aserbaidschanischen Universität für Sprachen.
1992 begann Babayev eine Tätigkeit im Arbeitsamt im Bakuer Verwaltungsbezirk Yasamal. Mit der Zuspitzung der armenisch-aserbaidschanischen Auseinandersetzungen in Bergkarabach meldete sich Babayev freiwillig für die Front. Er war Stabschef einer der Militäreinheiten der aserbaidschanischen Truppen. Auf Anordnung des Verteidigungsministeriums wurde er 1994 in die Cəmşid-Naxçıvanski-Militärschule versetzt. Dort wurde er zunächst zum Zugführer, später aufgrund seiner Erfahrung zum stellvertretenden Kommandeur für Ausbildungsprogramme ernannt. Für seine herausragenden Leistungen wurde er mit dem Şah-İsmayıl-Orden ausgezeichnet.

## Tod
Am 28. Oktober 1995 befand sich Babayev auf dem Heimweg mit der U-Bahn. Als sich der Zug von der Station „Ulduz“ in Richtung „Nəriman Nərimanov“ bewegte, brach ein Brand aus. Entgegen der Vorschrift hielt der Lokführer den Zug direkt im Tunnel an, wodurch die Fahrgäste zu Geiseln eines verheerenden Feuers wurden. Um sich aus der brennenden Maschine zu befreien, schlug Babayev die Fensterscheiben des Waggons ein und begann, die Menschen zu evakuieren. Dabei kehrte er immer wieder an den Unglücksort zurück. Bei einem weiteren Versuch, die Verletzten zu bergen, erlitt er eine Vergiftung durch giftige Rauchgase und verstarb. Die Tragödie ging als der folgenreichste U-Bahn-Unfall in die Geschichte ein.
Per Erlass des aserbaidschanischen Präsidenten vom 5. November 1996 wurde Babayev posthum der Titel "Nationalheld Aserbaidschans" verliehen. Ihm zu Ehren ist ein Gedenkkomplex an der Metrostation „Ulduz“ sowie eine Gedenktafel an der Aserbaidschanischen Technischen Universität errichtet worden.